# فسبازيان

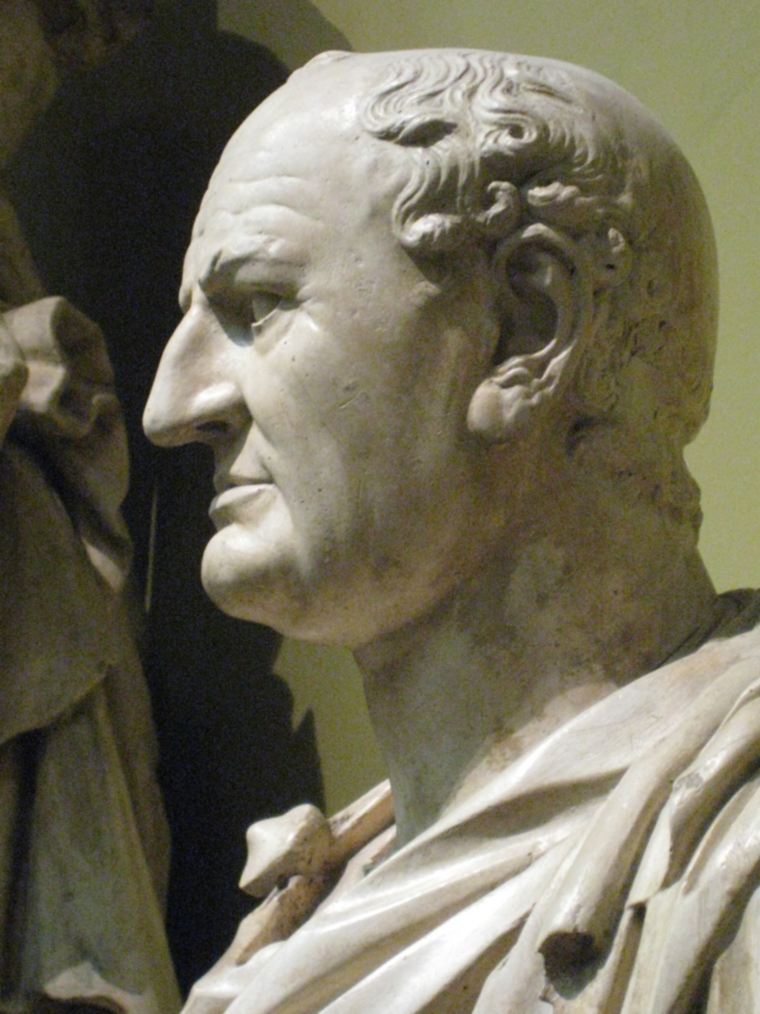
أسبسيانوس

تيطوس فلافيوس قيصر أسبسيانوس أغسطس  المعروف عند العرب باسم أشبشيان (Vespasian؛ 17 نوفمبر 9 - 23 يونيو 79) تاسع ملوك الروم، ملك عشر سنين من 69 حتى 79، كذلك هو مؤسس الدولة/ السلالة الفلافية وباني مدينة نابلس الفلسطينية، أبو القيصر دومطيانوس وجد القيصر طيطوس.
تولى العرش وهو في الستين من عمره، وكانت خزينة الدولة فارغة واليأس والقنوط يدب في نفوس الرعية، وواجه نزاع مع الأرطبونات والعساكر ولقب نفسه بقيصر.
أقام المدارس العسكرية وأصلح الحرس الإمبراطوري وأعطى القيادة والمناص لإبنه طيطوس .
فرض الضرائب والمكوس على اليونانيين - مخالفاً نيرون في هذا الأمر - وأدرك ضرورة التعليم.
كان أسبسيانوس إبناً لأسرة فقيرة، والتحق بالجند بسبب كفائتة. شارك في فتوح ألمانية وبريطانية، حيث فتح جزيرة وايت، وتقنصل في عام 51. بعد ذلك صار والياً لنيرون على أفريقية. في عام 66، جعله نيرون أرطبون الجيش أثناء حرب على اليهود، وقد كان في فلسطين حينما مات الإمبراطور. تعرف على أوثو وفيتليوس، ولكن حينما أعلن إمبراطوراً بواسطة الجنود في فلسطين، فرجع لتقديم طلبه. وبعد رجوعه لي إيطالية في آخر سنة 69 للميلاد. إبتدا عصرهُ بتجديد الدولة وإصلاح خزائنها، وكان متقشفاً ومقتصداً في معاشه. وأما إبنه طيطوس، الذي أرسله في جيشٍ لقمع بني إسرائيل، فخَرَّبْ القدس ورجع إلى رومة متوجاً بالنصر مع أبيه. ولإحياء عصر السلام، والذي دام لقرنٍ واحد، بدأ أشبشيان بإغلاق بوابة معبد جانوس، وأمر ببناء معبد السلام، كما وشيد نصب الكولوسيوم أيضاً. من أشهر الأحداث الخارجية في عهد أشبشيان كانت ثورة باتافي، وحملات وإدارة أجريكولا في بريطانية. في سنة 79 للميلاد مات فتولى من بعده ابنه طيطوس ، كما خلف طيطوس إبنه الآخر دومطيانوس.

## معرض صور

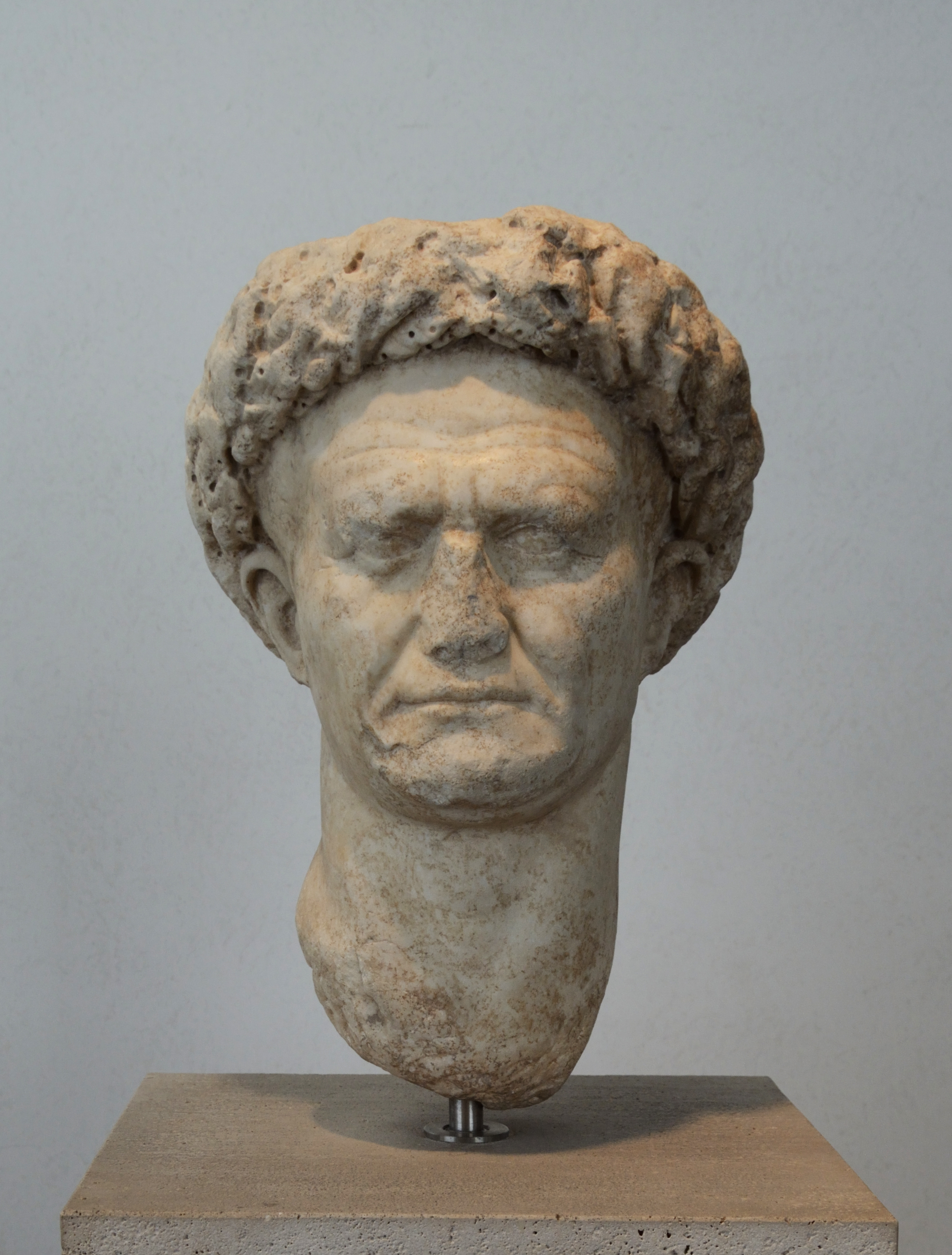
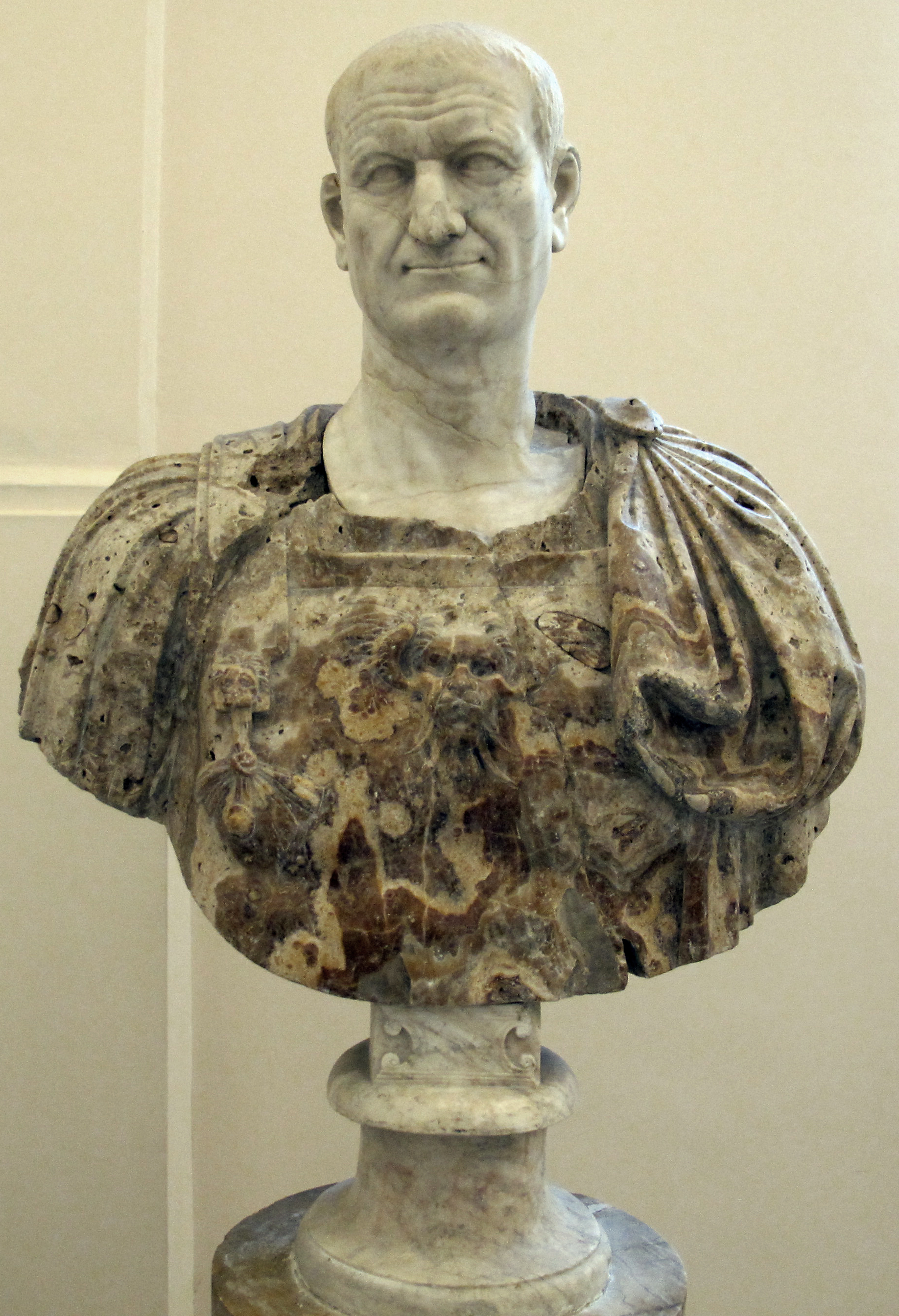
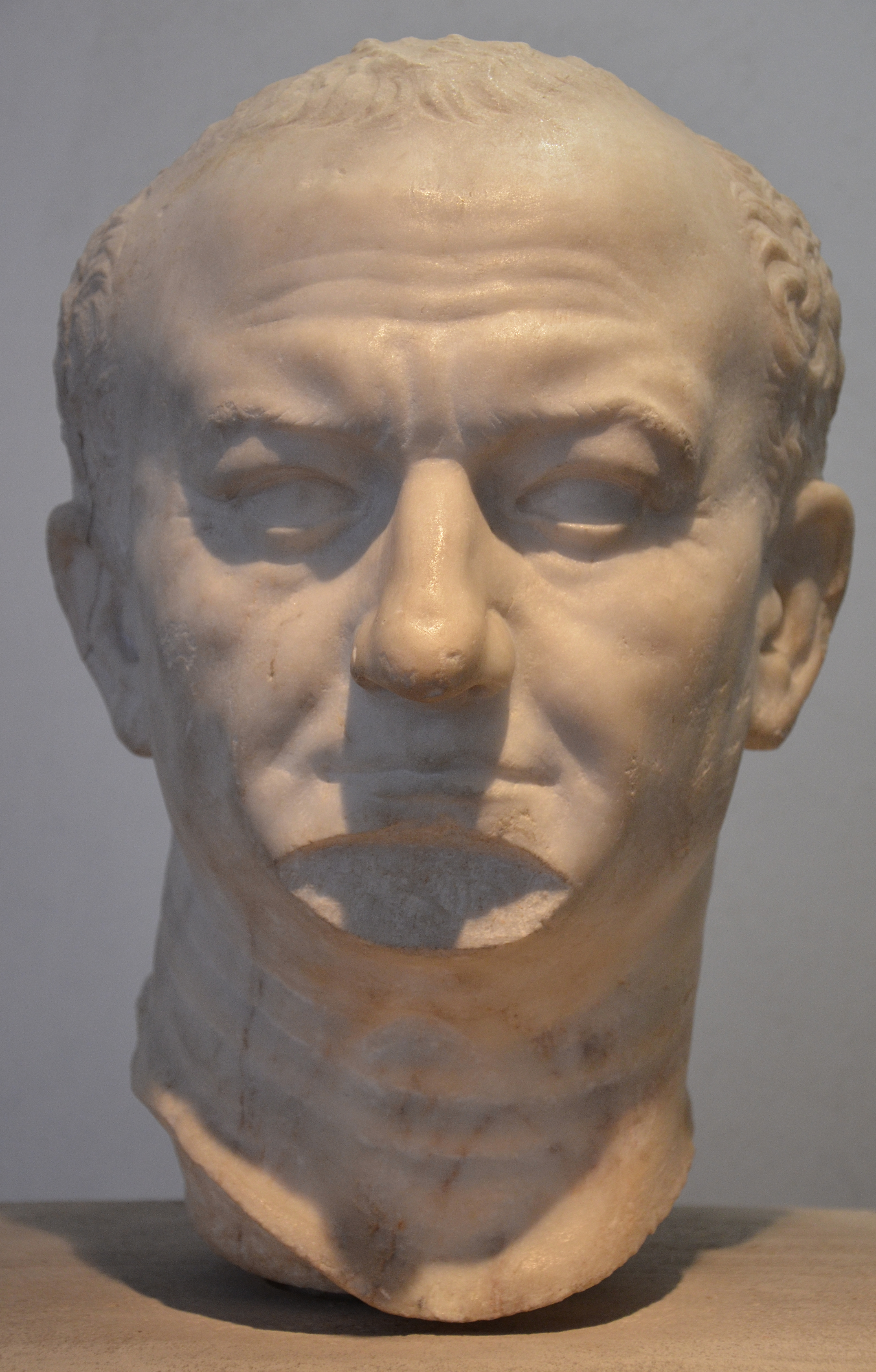